# Vladika

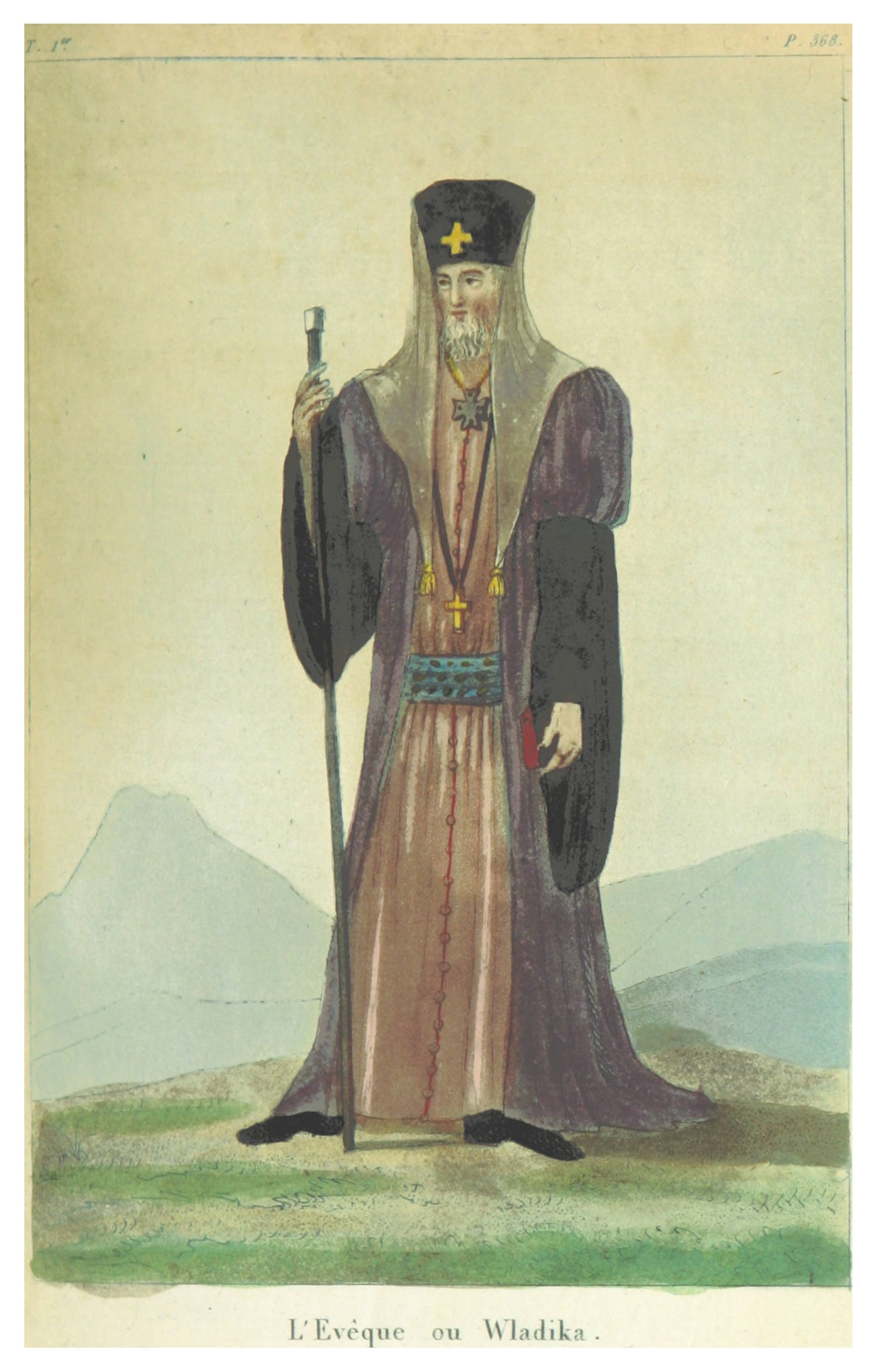
Bischof Petar I. Petrovic (1747–1830)
aus Voyage historique et politique au Montenegro von Jacques Louis Vialla de Sommières (1820)

Vladika oder Wladika (russ. владыка; serb. владика) ist bei den orthodoxen Slawen der Titel und die Anrede der Bischöfe. Ursprünglich bedeutete das Wort im Altslawischen „Herr“, „Gebieter“.
In Montenegro kam dem Titel über lange Zeit seine ursprüngliche Bedeutung zu, waren doch die Bischöfe von Cetinje von Anfang des 16. bis Mitte des 19. Jahrhunderts gleichzeitig geistliches Oberhaupt und Fürsten der Montenegriner.